# Anthony Trollope
Anthony Trollope (ur. 24 kwietnia 1815 w Londynie, zm. 6 grudnia 1882 tamże) – angielski pisarz ery wiktoriańskiej. 
Trollope zdobył popularność cyklem powieści, których akcja toczy się w fikcyjnym hrabstwie brytyjskim Barsetshire. Jego twórczość szczegółowo opisuje system społeczny jego czasów, pokazuje także rolę, jaką w relacjach międzyludzkich odgrywają pieniądze.
Był wieloletnim pracownikiem poczty brytyjskiej. Za jego rekomendacją wprowadzono w 1854 roku pierwszą skrzynkę pocztową w Wielkiej Brytanii, na wyspie Jersey. Pomysł przyjął się i rok później postawiono już pięć pierwszych skrzynek w Londynie.

## Wybrane dzieła

### cyklPalliser novels
- Can You Forgive Her? (1865)
- Phineas Finn (1869)
- The Eustace Diamonds (1873)
- Phineas Redux (1874)
- The Prime Minister (1876)
- The Duke's Children (1880)

Wydanie polskie pt. Rodzina Palliserów (przeł. Maryla Metelska, Endla Oengo-Knoche), oparto na edycji The Pallisers, którą skrócił Michael Hardwick.

### cyklChronicles of Barsetshire
- The Warden (1855)
- Barchester Towers (1857)
- Doctor Thorne (1858)
- Framley Parsonage (1861)
- The Small House at Allington (1864)
- The Last Chronicle of Barset (1867)

### inne powieści
- Orley Farm (1862)
- The Belton Estate (1866) (wyd. pol. Dziedzictwo Belton, przeł. Róża Czekańska-Heymanowa)
- He Knew He Was Right (1869)
- The Way We Live Now (1875)